# جيلايدا
بلدية جيليدا (بالكاتالانية: Gelida) هي إحدى بلديات مقاطعة برشلونة، والتي تقع في منطقة كاتالونيا، شرق إسبانيا.
يبلغ عدد سكانها 6.151 نسمة وفقاً لإحصائية سنة (2007).